# Naciones MMA
Naciones MMA es una organización de artes marciales mixtas con sede en México, fundada en 2020. Desde entonces, se ha convertido en una de las promociones de mayor crecimiento en el país.

## Historia
Naciones MMA fue fundada a mediados de 2020 por Eduardo Vargas y Héctor Molina, veteranos de la escena internacional del deporte en América Latina; anteriormente Molina había sido propietario de la promoción Combate Extremo.
No sería hasta el 19 de marzo de 2021 cuando se llevó a cabo el evento inaugural Naciones MMA 1 de nueve peleas en la ciudad de Monterrey, sede principal de la organización.
El 22 de julio de 2022, se celebró el evento Naciones MMA 8 en Bogotá, Colombia, el primero fuera de México.

## Reglas

### Resultados de un combate
Los combates pueden terminar a través de:
- Sumisión: un peleador palmea la alfombra o a su oponente, expresa verbalmente, o claramente comunica estar sufriendo de dolor (por ejemplo al gritar) a un nivel que hace que el árbitro detenga la pelea.
- KO: un peleador entra en un estado de inconsciencia.
- KO Técnico (TKO): Si el árbitro decide que un peleador no puede continuar, la pelea se declara como un nocaut técnico (TKO).
- Decisión de los jueces: En función de puntuación, un combate puede terminar como:

1. Decisión unánime (los tres jueces votan al mismo peleador).
2. Decisión mayoritaria (dos jueces votan una victoria para un peleador, el tercero vota empate).
3. Decisión dividida (dos jueces votan una victoria para un peleador, el tercero opta por el otro peleador).
4. Empate unánime (los tres jueces votan un empate).
5. Empate mayoritario (dos jueces votan por un empate, el tercer juez vota por una victoria).
6. Empate dividido (un juez vota victoria para un peleador, el segundo vota por una victoria para el otro peleador, y el tercero vota un empate).
7. Empate técnico (el combate finaliza de una manera similar a la de una (decisión técnica), con el resultado de los jueces resulta en un empate).

Los combates también pueden acabar en decisión técnica, empate técnico, descalificación, retiro o sin resultado.